# Тартаковски, Геннди
Геннди Тартако́вски (англ. Genndy Tartakovsky; имя при рождении — Генна́дий Бори́сович Тартако́вский; род. 17 января 1970, Москва, СССР) — американский режиссёр-аниматор, художник-раскадровщик, продюсер и сценарист. В числе известных режиссёрских работ Тартаковски такие мультсериалы, как «Лаборатория Декстера», «Суперкрошки», «Самурай Джек», «Первобытный», а также тетралогия «Монстры на каникулах».

## Биография
Родился 17 января 1970 года в Москве в еврейской семье. Его отец, Борис, работал стоматологом, обслуживая официальных лиц в правительстве, а также игроков сборной СССР по хоккею с шайбой. Мать, Мириам, работала в школе. Старший брат, Александр, сейчас работает компьютерным консультантом в Чикаго.
Семья Тартаковских эмигрировала в США, когда Геннди было семь лет. Изначально они осели в городе Колумбус (штат Огайо), но позже семья переехала в Чикаго (штат Иллинойс).
На Геннди в значительной степени повлияли комиксы, которые он для себя там открыл. Первой книгой, которую он купил, была «Super Friends» из «7-Eleven».
Вскоре после смерти отца Геннди переехал в Лос-Анджелес (штат Калифорния), где вместе со своим другом Робом Ренцетти изучал мультипликацию в Калифорнийском институте искусств (CalArts). Там он познакомился с будущим создателем ряда популярных мультсериалов Крейгом Маккракеном. В CalArts Тартаковски выступил режиссером и мультипликатором двух студенческих работ, легших в дальнейшем в основу сериала «Лаборатория Декстера».

## Карьера
Когда Крейг Маккракен стал арт-директором сериала «Два глупых пса» (студия Hanna-Barbera), он рекомендовал нанять Роберта Рензетти и Тартаковски. Это стало поворотным пунктом в карьере Тартаковски. Студия позволила ему, МакКракену, Ренцетти, и Полу Радишу работать в трейлере на парковке перед студией, где Геннди и создал свои первые известные работы.
Вышедший в 1995 году сериал «Лаборатория Декстера» (Hanna-Barbera/Cartoon Network Studios), где Тартаковски выступил режиссёром и продюсером, появился на свет благодаря его студенческой работе в Калифорнийском институте искусства. Геннди также стал соавтором и автором эскизов 25-го выпуска комиксов «Лаборатория Декстера» под названием «Проблемная щетина» («Stubble Trouble»). Он помог спродюсировать сериал «Суперкрошки» и выступил режиссёром многих его серий, а также был директором анимации полнометражного фильма «Крутые Девчонки». Все его проекты номинировались на премию «Эмми», а «Самурай Джек» выиграл эту премию в категории Primetime Emmy Award for Outstanding Animated Program (for Programming Less Than One Hour) в 2004 году. В этом же году Тартаковски получил ещё одну премию «Эмми» в категории Primetime Emmy Award for Outstanding Animated Program (for Programming One Hour or More) за сериал «Звёздные войны: Войны клонов».
Создатель «Звёздных войн» Джордж Лукас пригласил Тартаковски стать режиссёром мультипликационного сериала «Звёздные войны: Войны клонов», действие которого происходит в промежутке между фильмами «Звёздные войны. Эпизод II: Атака клонов» и «Звёздные войны. Эпизод III: Месть ситхов». Сериал получил три премии Эмми: две премии в категории Primetime Emmy Award for Outstanding Animated Program (for Programming One Hour or More) в 2004 и 2005 годах и одну в категории Outstanding Individual Achievement in Animation (за работу дизайнера Джастина Томпсона) в 2005 году. Тартаковски не участвовал в создании следующего сезона сериала (2008) и не планирует продолжать работу над проектом «Звёздные войны».
Геннди был директором анимации пилотного эпизода «Коргот-Варвар» (2006), который не получил продолжения в виде сериала.
Он стал креативным президентом компании The Orphanage и стал директором продолжения фильма «Тёмный кристалл», который затем стали снимать Майл и Питер Спириги. В феврале 2012 года производство фильма было приостановлено на неопределённое время.
Тартаковски создал серию антитабачных реклам: в 2006 году — для бренда Nicorette и две в 2008 году для бренда Niquitin.
В 2009 году режиссёр создал короткометражный фильм Maruined для проекта The Cartoonstitute канала Cartoon Network, который не был выпущен в прокат.
В 2009 году было анонсировано, что Тартаковски напишет сценарий и снимет полнометражный фильм «Самурай Джек» для Frederator Studios и Bad Robot. В июне 2012 года Тартаковски рассказал о том, что он закончил сценарий, но проект был отложен, поскольку Дж. Дж. Абрамс (владелец Bad Robot) занялся съёмками фильма «Звёздный путь».
В 2010 году Тартаковски создал раскадровки фильма «Железный человек 2» для Джона Фавро.
Последний проект Тартаковски для канала Cartoon Network, сериал «Титан Симбионик» вышел в 2010—2011 гг. Тартаковски планировал снять дополнительные эпизоды (к уже вышедшим 20), но сериал не получил продолжения.
7 апреля 2011 года в Интернете появился анимационный пролог, который Тартаковски сделал для фильма «Пастырь».
В начале 2011 года Тартаковски начал сотрудничать со студией Sony Pictures Animation, для которой он снял свой дебютный полнометражный фильм «Монстры на каникулах» (2012). После выхода фильма «Монстры на каникулах» Тартаковски приступил к съемкам полнометражного 3D-мультфильма «Попай» для Sony Pictures Animation.
В июле 2012 года Тартаковски подписал долгосрочный контракт с Sony на создание собственных авторских проектов. Первым его авторским проектом должен был стать фильм под названием «Ты можешь себе это представить?» («Can You Imagine?»), продюсером которого должен был стать Мишель Мурдокка (Michelle Murdocca). По доступной информации, это будет «фантастическое путешествие по воображаемому миру мальчика». В марте 2015 года стало известно, что проект «Попай», скорее всего, не состоится, при этом режиссёр продолжил работать над мультфильмом «Монстры на каникулах 2» для Sony. Мультфильм вышел на экраны 22 октября 2015 года.
В декабре 2015 года журнал Variety сообщил о том, что Тартаковски работает над продолжением сериала «Самурай Джек» в студии Cartoon Network в Лос-Анджелесе. По сообщению журнала, новые серии должны были появиться в блоке Adult Swim в 2016 году.
В апреле 2016 года Крейг Маккракен упомянул в своём твиттере, что Тартаковски больше не работает на Sony Pictures Animation. 15 июня 2016 года на фестивале в Анси режиссёр показал скетчи некоторых эпизодов новых серий «Самурая Джека», а также сообщил, что всего будет выпущено 10 эпизодов и что сезон будет финальным. После показа последнего сезона «Самурая Джека» Тартаковски вернулся в Sony Pictures и снял третью часть «Монстров на каникулах». После этого было объявлено о двух новых проектах режиссёра: комедии с рейтингом R под названием Fixed (с англ. — «Стерилизован») и приключёнческого фильма «Черный рыцарь» (Black Knight).
В мае 2019 появилась информация о том, что Тартаковски снимет новый мультфильм ‘Первобытный" для раздела Adult Swim о первобытном человеке и динозавре. Он вышел в прокат 7 октября 2019 года. Также в 2019 году Тартаковски начал работать над сценарием заключительной части «Монстров на каникулах», «Монстры на каникулах 4: Трансформания» (в этом фильме Тартаковски был сценаристом и исполнительным продюсером).
Режиссёр принимал участие в разработке игры «Samurai Jack: Battle Through Time», которая вышла 21 августа 2020 года.
В мае 2023 года на канале Cartoon Network в рубрике Adult Swim вышел новый мультипликационный проект режиссёра «Единорог: Вечные воины».

## Фильмография
- Лаборатория Декстера (Dexter’s Laboratory) (1996) — сценарист, режиссёр, продюсер.
- Суперкрошки (The Powerpuff Girls) (1998) — сценарист, режиссёр, продюсер.
- Ужасные приключения Билли и Мэнди (The Grim Adventures of Billy and Mandy) (1999—2000) — продюсер (приглашённый).
- Самурай Джек (Samurai Jack) (2001—2017) — сценарист, режиссёр, продюсер.
- Звёздные войны: Войны клонов (Star Wars: Clone Wars) (2003) — сценарист, режиссёр, продюсер.
- Дак Доджерс (2004) — приглашённый актёр озвучивания.
- Варвары (сериал) (2006—2008) — режиссёр.
- Sym-Bionic Titan (2010) — режиссёр.
- Power of the Dark Crystal (2011) — режиссёр.
- Монстры на каникулах (2012) — режиссёр.
- Монстры на каникулах 2 (2015) — режиссёр.
- Монстры на каникулах 3: Море зовёт (2018) — режиссёр.
- Первобытный (Primal) (2019—н.в.) — режиссёр.
- Первобытный: Дикие сказки (Primal: Tales of Savagery) (2019) — исполнительный продюсер.
- Монстры на каникулах 4: Трансформания (2021) — сценарист, продюсер.
- Монстрические питомцы (Monster Pets: A Hotel Transylvania) (2021) — озвучивание (Блобби).
- Единорог: Вечные воины (Unicorn: Warriors Eternal) (2023) — режиссёр (6 эпизодов).
- Fixed (2025) — сценарист, режиссёр.

## Видеоигры
- Sackboy's Prehistoric Moves (2010) — исполнительный продюсер.
- LittleBigPlanet 2 (2011) — исполнительный продюсер.
- LittleBigPlanet Karting (2012) — исполнительный продюсер.
- ModNation Racers: Road Trip (2012) — исполнительный продюсер.
- LittleBigPlanet PS Vita (2012) — исполнительный продюсер.
- Run Sackboy! Run! (2014) — исполнительный продюсер.
- LittleBigPlanet 3 (2014) — исполнительный продюсер.
- Sackboy: A Big Adventure (2020) — исполнительный продюсер.